# Ankamaty
Ankamaty (niem. Ankemitt) – wieś w Polsce, w województwie pomorskim, w powiecie sztumskim, w gminie Dzierzgoń.
Wieś szlachecka położona była w I Rzeczypospolitej w województwie malborskim. W latach 1975–1998 miejscowość administracyjnie należała do województwa elbląskiego.
12 lutego 1948 ustalono urzędową polską nazwę miejscowości – Ankamaty, określając drugi przypadek jako Ankamat, a przymiotnik – ankamacki.
We wsi znajduje się murowana wieża wiatraka holenderskiego z XIX wieku.